# Períbolo

Plano del templo de Afaya en Egina con el muro circundando el períbolo.

Períbolo (en griego antiguo: περίβολος, ‘muro perimetral’, ‘valla’, ‘zona cercada’) en la antigua arquitectura griega, era un muro perimetral que rodeaba un témenos (santuario). Por lo tanto, períbolo también puede ser sinónimo de témenos. El muro del períbolo podía tener un propileo, (entrada monumental), y podía estar combinado con estoas, que rodeaban el santuario.

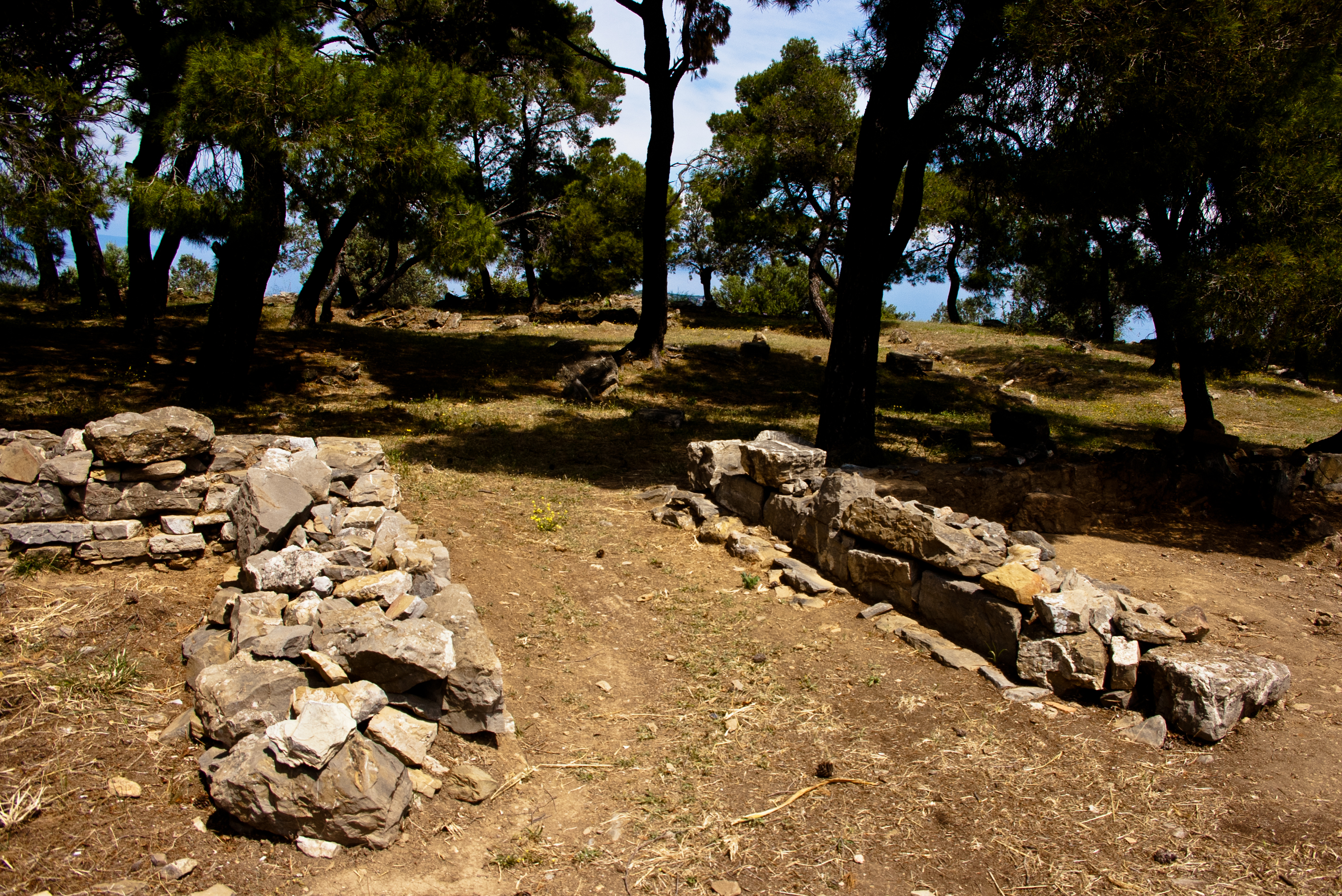
Calauria, entrada al períbolo del  Templo de Poseidón.
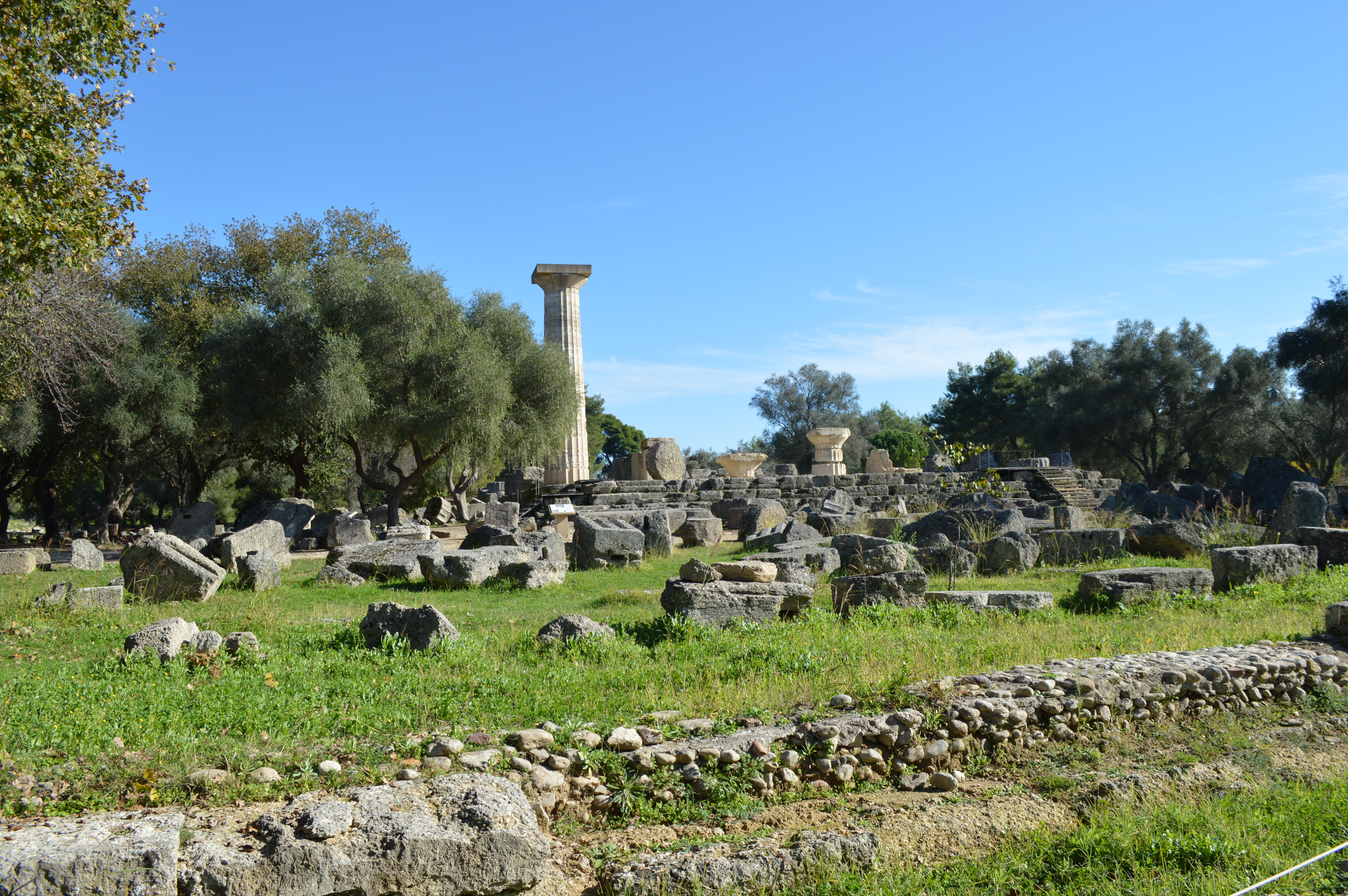
Témenos de Olimpia: la zona del Altis, con los restos del muro del períbolo en primer plano.
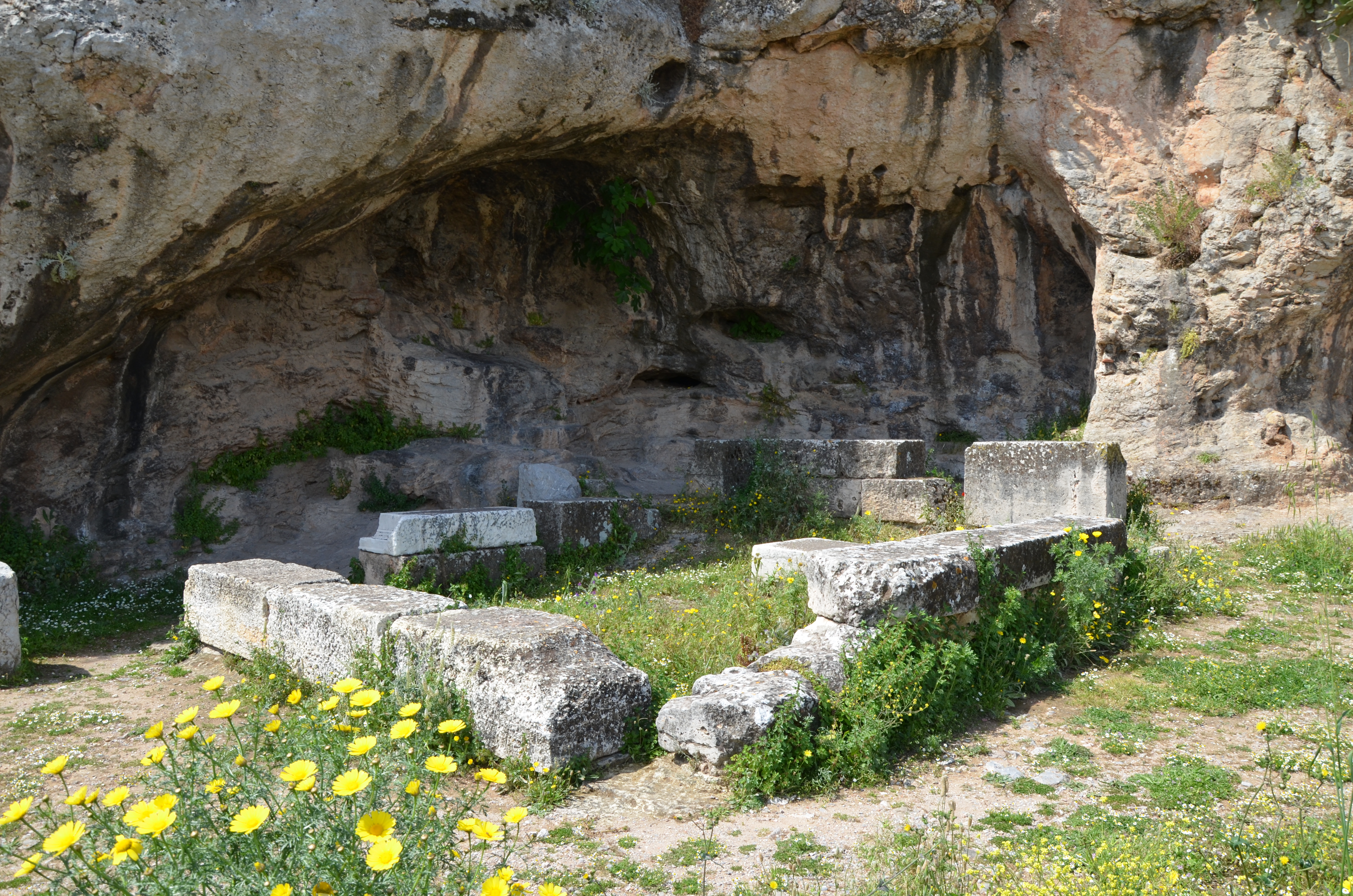
Pequeño muro del períbolo alrededor del Plutonion de Eleusis.